# James Gadsden

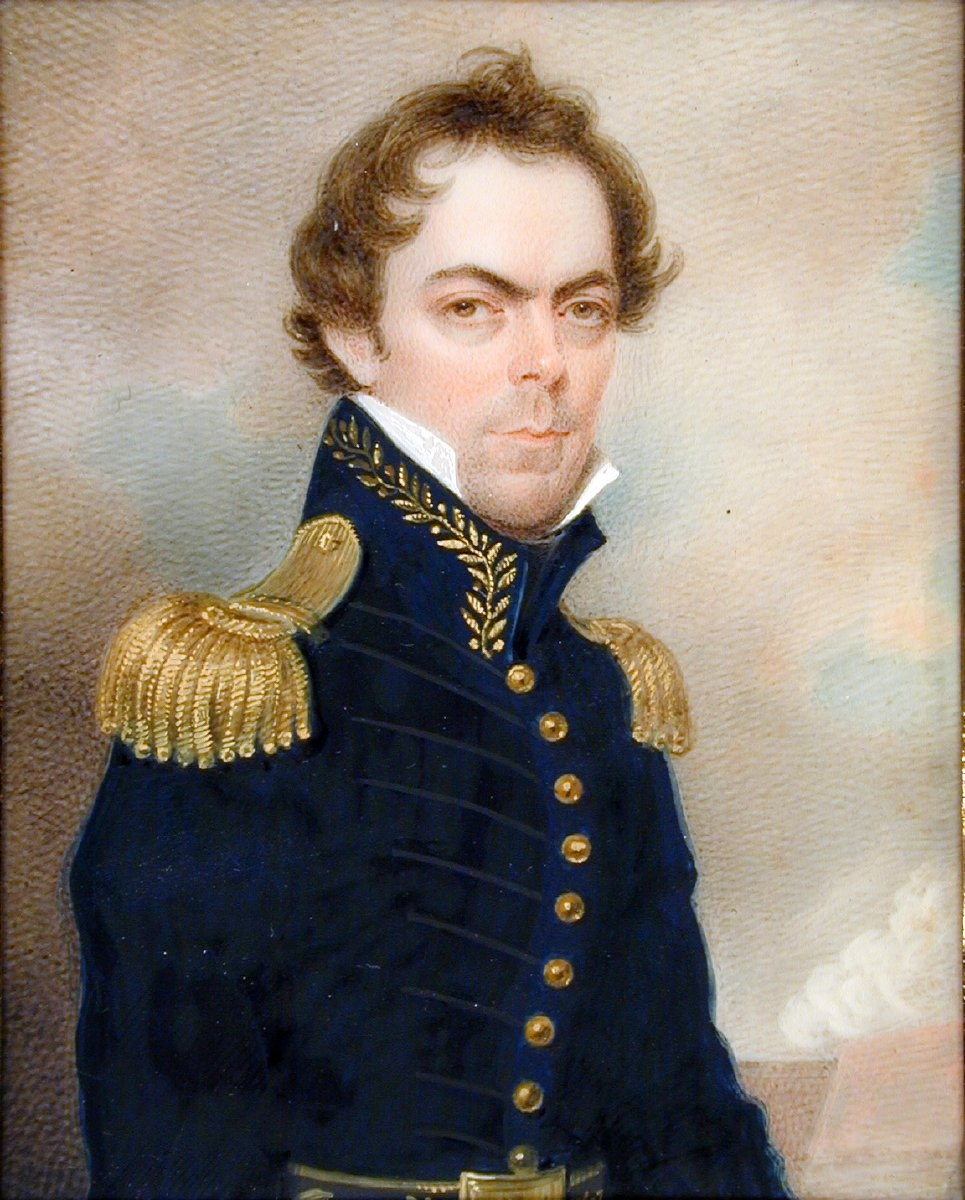
James Gadsden um 1831

James Gadsden (* 15. Mai 1788 in Charleston, South Carolina; † 26. Dezember 1858 Charleston) war ein US-amerikanischer Diplomat und Offizier sowie Namensgeber des Gadsden-Kaufs, bei dem die USA 1853 Land von Mexiko kauften.

## Leben

Das von Gadsden gekaufte Gebiet in den heutigen Grenzen

James Gadsden war Sohn von Philip Gadsden (1761–1824) und dessen Frau Catherine Gadsden (1766–1814); er war ein Enkel Christopher Gadsdens (1724–1805), eines prominenten Teilnehmers der Amerikanischen Unabhängigkeitsbewegung; eines seiner zahlreichen Geschwister war der Bischof der Episkopalkirche Christopher Edwards Gadsden (1785–1852).
1806 machte James Gadsden in Yale seinen Bachelor. 
Im Dezember 1812 trat er in die United States Army ein. Er war Offizier unter General Andrew Jackson (dem späteren Präsidenten der USA) im Britisch-Amerikanischen Krieg (1812 bis 1815) gegen die britische Armee und 1816 bis 1821 beim Kampf an der südlichen US-Grenze gegen Ureinwohner und Maroons (entkommene Sklaven und deren Nachkommen). Im Rahmen dieser Bemühungen beauftragte Jackson 1818 Gadsden, der Mitglied des Army Corps of Engineers war, mit dem Bau eines Forts am Prospect Bluff (Franklin County (Florida)). Jackson nannte es später Fort Gadsden. Gadsden war auch, zusammen mit George Mercer Brooke (1785–1851), an der Errichtung von Fort Brooke in Florida (heute Teil von Tampa) beteiligt.
1821 verließ Gadsden im Rang eines Colonel die Army und wurde Pflanzer in Florida. 1823 wurde er von der Regierung beauftragt, die Deportation der Seminolen auf dem Pfad der Tränen in Reservate zu organisieren. Von 1840 bis 1850 war er Präsident der South Carolina Canal and Railroad Company und engagierte sich für eine südliche Transkontinental-Route (Geschichte der Eisenbahn in Nordamerika). Im Juni 1853 wurde er zum Gesandten für Mexiko ernannt, wo er Anfang September eintraf und von Präsident Santa Anna freundschaftlich empfangen wurde. In dieser Funktion kaufte er von Mexiko südlich des Gila River Land, um leichter die südliche Transkontinental-Route zwischen Yuma und El Paso bauen zu können.
James Gadsden war verheiratet mit Susan Gibbes Gadsden (1786–1856).
Nach ihm sind u. a. die Stadt Gadsden in Alabama und das Gadsden County in Florida benannt.